# Eslováquia nos Jogos Olímpicos de Inverno da Juventude de 2012
A Eslováquia competiu nos Jogos Olímpicos de Inverno da Juventude de 2012, realizados em Innsbruck, Áustria.